# Josip Zajec
Josip (Jožef) Zajec, slovenski rezbar in podobar, * 14. marec 1803, Nova Oselica, † cca. 1880, neznano kje.

## Življenje in delo
Izdeloval je oltarje, križeve pote, spovednice in drugo opremo za cerkve na Slovenskem, zlasti v Primorju.